# Dendrelaphis pictus
Dendrelaphis pictus là một loài rắn trong họ Rắn nước. Loài này được Gmelin mô tả khoa học đầu tiên năm 1789. loài được phát hiện phân bố ở Việt Nam, Trung Quốc, Thái Lan, Myanmar, Malaysia, Philippines…

## Hình ảnh

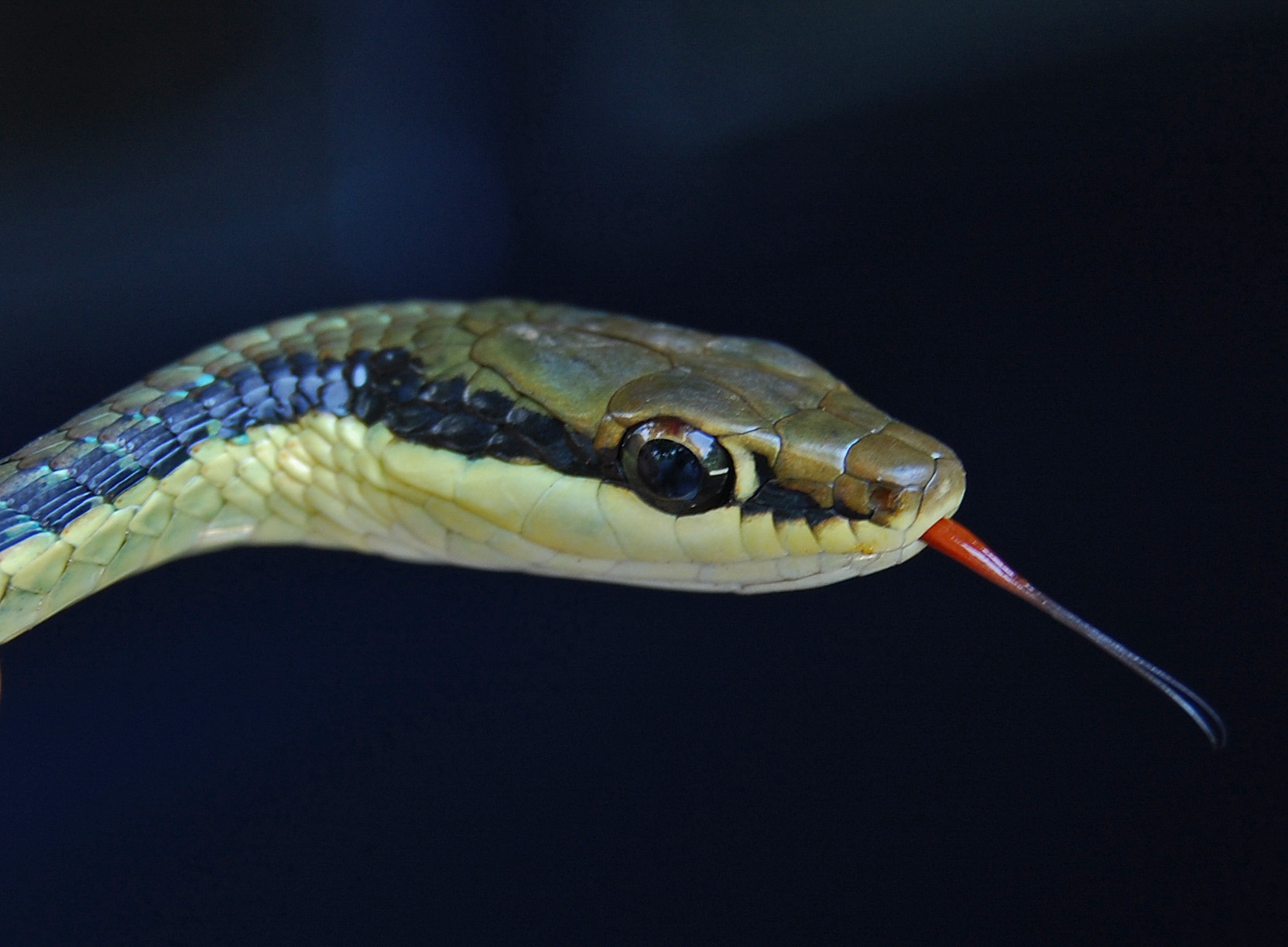
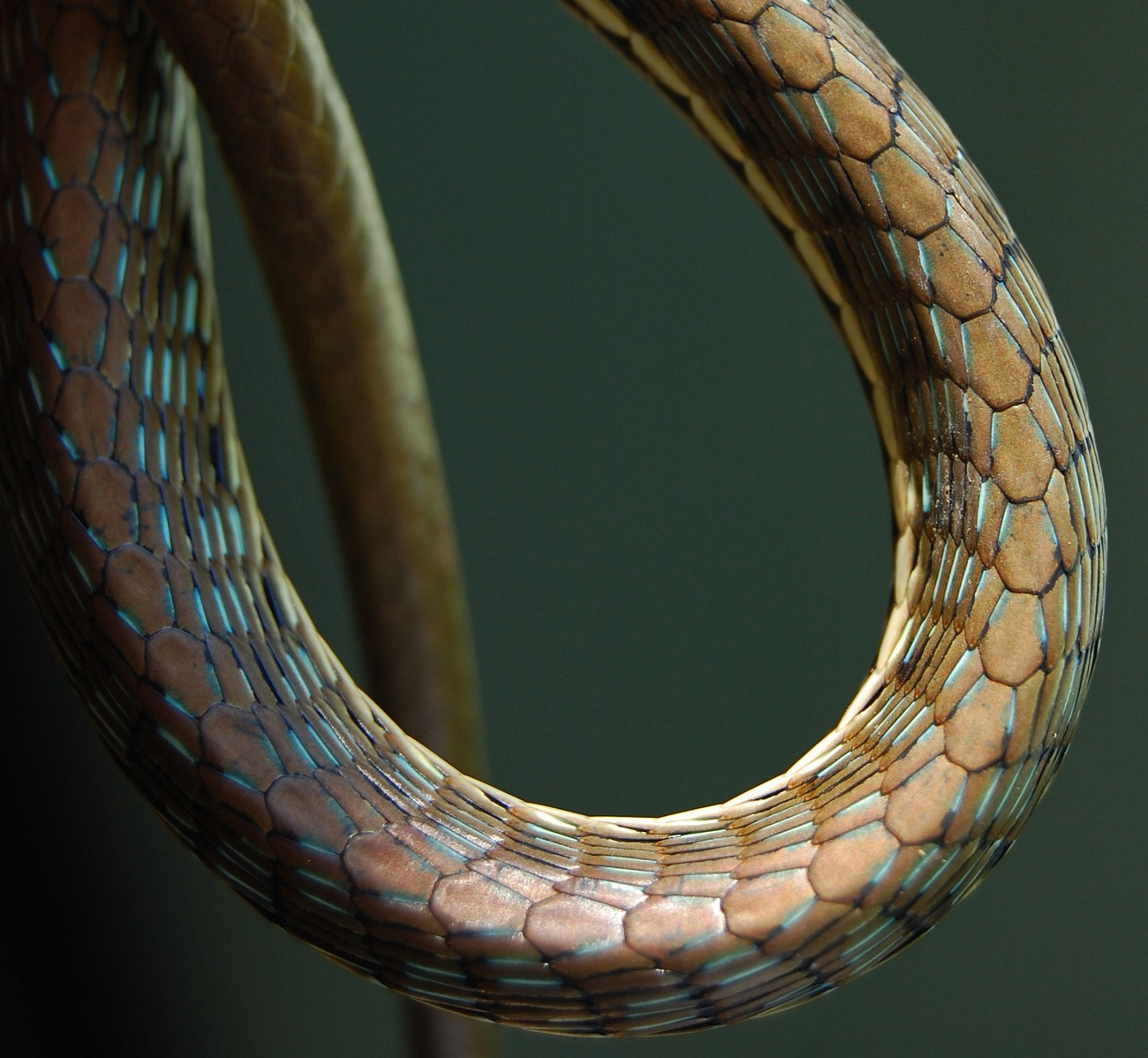
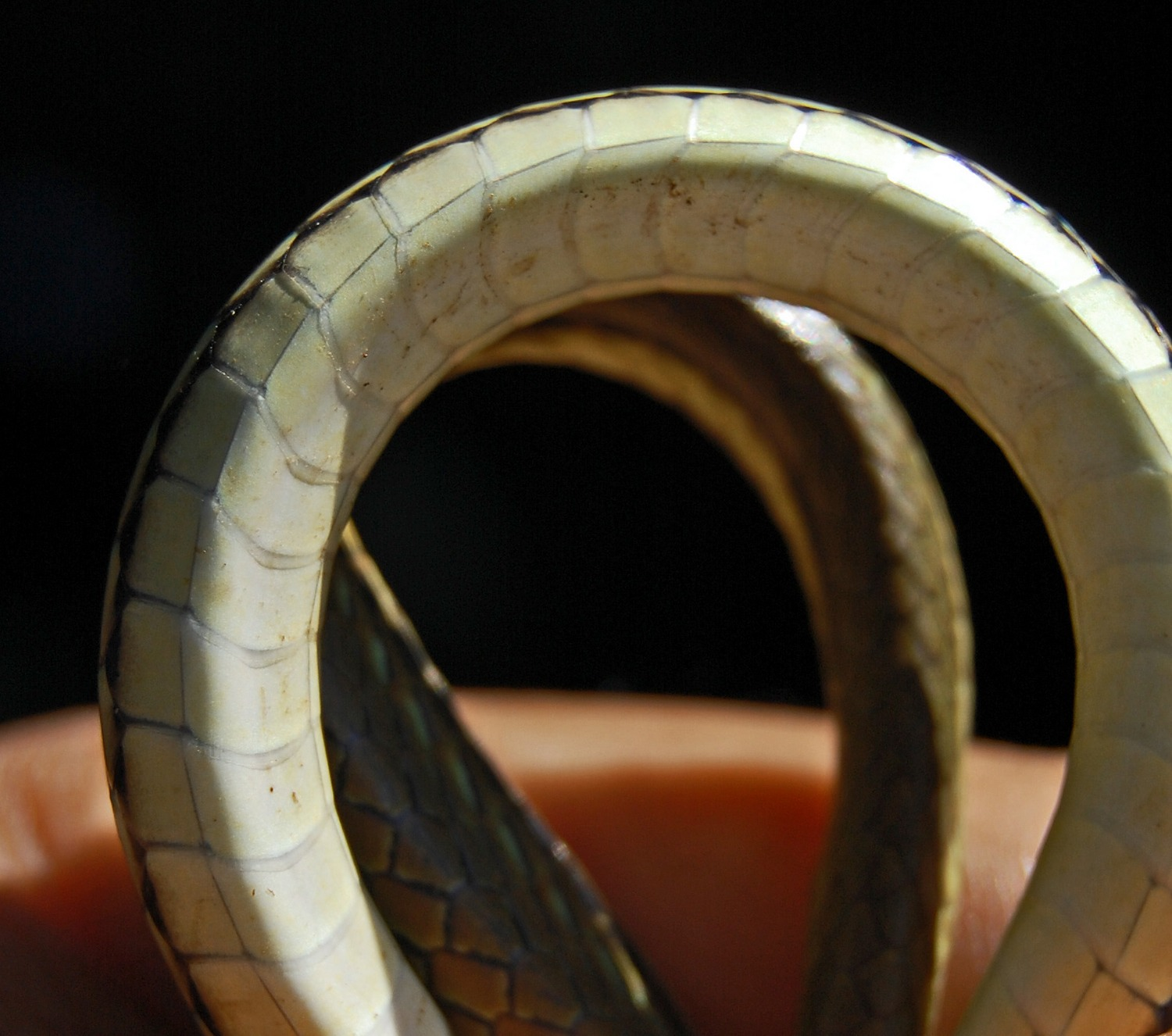
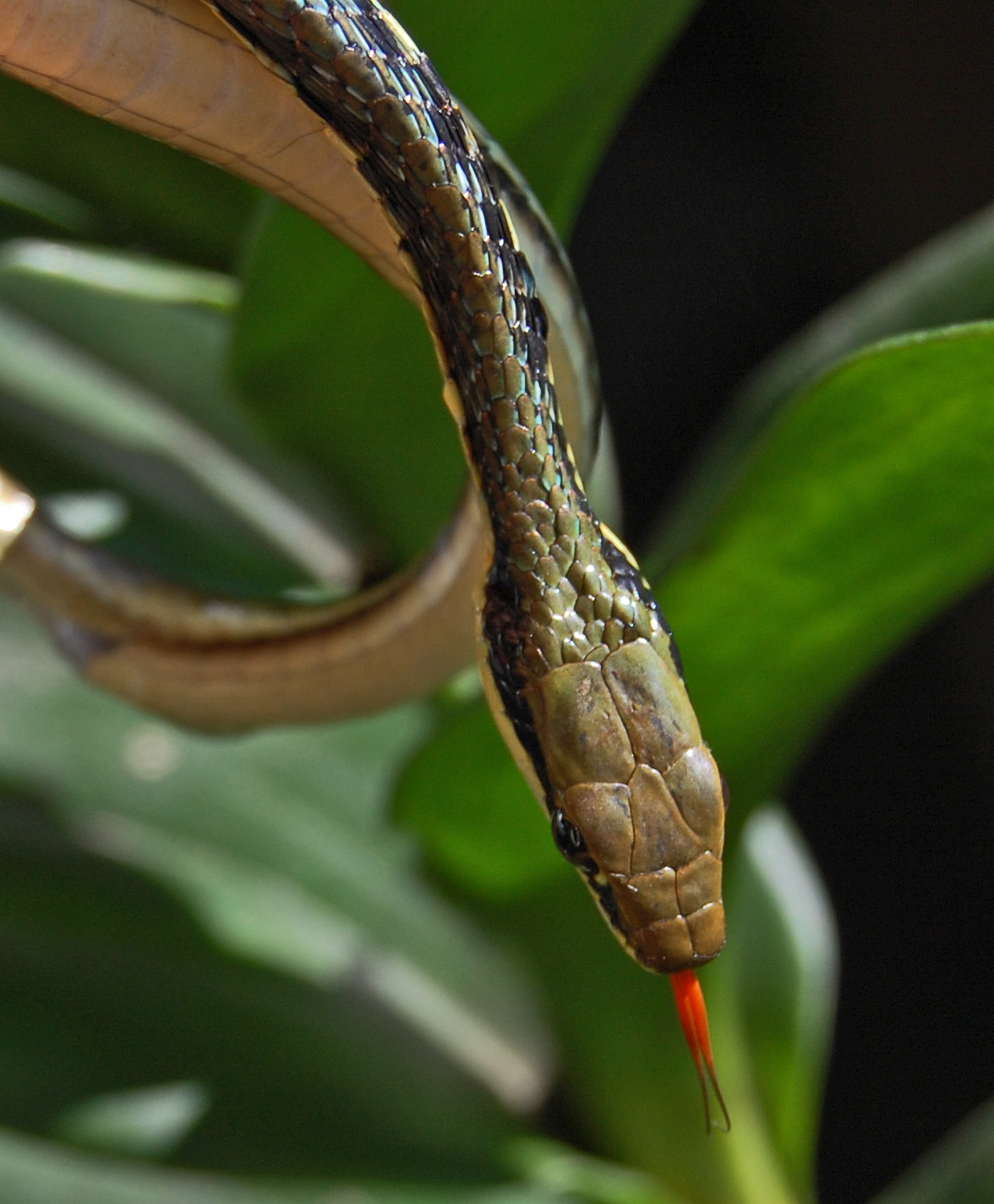